# 柳沢安弘
柳沢 安弘（やなぎさわ やすひろ）は、江戸時代中期の旗本。通称は内記、源七郎。号は弘運。
武蔵国川越藩士（のち大和国郡山藩士）・柳沢保教（柳沢吉保の姉婿である柳沢信花の甥で養子）の次男。母は播磨国林田藩士・田中小右衛門の娘。柳沢時附の養子。妻は時附の娘。
安弘の致仕後、次男の安長が家督を継いだ。

## 年表
※日付は旧暦
- 元文5年（1740年）12月3日 - 養父時附の致仕に伴い、家督を相続する
- 寛保1年（1741年）10月28日 - 西丸小姓組の番士となる
- 宝暦5年（1755年）8月15日 - 西丸裏門番頭となる
- 宝暦5年（1755年）12月18日 - 布衣の着用を許される（六位相当となる）
- 明和2年（1765年）3月16日 - 西丸裏門番頭を辞職し寄合となる。その際に時服3領を拝領する
- 明和2年（1765年）8月4日 - 致仕。その際に養老料として300俵を得る。嫡男の安長が家督を継ぐ
- 安永8年（1779年）11月13日 - 死去。享年86。月桂寺に葬られる。法名は宗泉

## 系譜
- 父：柳沢保教
- 母：田中小右衛門の娘
- 養父：柳沢時附（?-1741）
- 室：柳沢時附の娘
  - 次男：柳沢安長（1736-1798）
- 生母不明の子女
  - 男子：主水
  - 女子：有馬尚久室 - のち日下部定経室
  - 女子